# 拜尔费尔德-施泰克韦勒
拜尔费尔德-施泰克韦勒是德国莱茵兰-普法尔茨州的一个市镇。总面积8.60平方公里，总人口450人，其中男性230人，女性220人（2011年12月31日），人口密度52人/平方公里。